# Ě
O Ě (minúscula: ě) é uma letra (E latino, adicionado do caron) utilizada em várias línguas, sendo elas o tcheco, os alfabetos sórbicos, o pinyin, a língua javanesa, o sudanês e a notação protoeslava

## Tcheco
A letra "ě" é um vestígio da palatalização tcheca antiga. O original fonema palatalizante, o yat /ě/ [ʲɛ](maiúscula: Ѣ; minúscula: ѣ) foi extinto, mudando o fonema para [ɛ] ou [jɛ]. Note que o yat ainda é preservado como um grafema.
Repare que essa letra nunca aparece no começo de uma palavra

## Servo-Croata
O grafema às vezes é usado no servo-croata para denotar um yat (něsam, věra, lěpo, pověst, tělo). O ě é pronunciado de maneiras diferentes de acordo com o dialeto: ekaviano: (nesam, vera, lepo, povest, telo), ikávio (nisam, vira, lipo, povist, tilo) ou ijekaviano (nijesam, vjera, lijepo, povijest, tijelo), note que nesses casos o j tem som de y. Historicamente, seu uso era muito difundido mas gradualmente perdeu a preferência para j (som de y) e e combinados e foi eventualmente removido do Alfabeto latino de Gaj 

## Chinês
O pinyin usa o ě para indicar o terceiro tom do mandarim

## Javanês
O javanês usa o ě para indicar o pěpět (xevá) ⟨ə⟩.

## Sundanês
O mesmo propósito do ě no javanês